# Kirrberg (Duitsland)
Kirrberg is een plaats in de Duitse gemeente Homburg (Saar), deelstaat Saarland, en telt 3053 inwoners (11.2007).